# Aponotoreas orphnaea
Aponotoreas orphnaea là một loài bướm đêm trong họ Geometridae.